# Vicky Grau
Vicky Grau Muxella (ur. 8 kwietnia 1975 w Sant Julià de Lòria) – andorska narciarka alpejska, olimpijka. Brała udział w igrzyskach w roku 1992 (Albertville), 1994 (Lillehammer), 1998 (Nagano) i 2002 (Salt Lake City). Nie zdobyła żadnych medali. Młodsza siostra Sandry Grau, również narciarki.

## Zimowe Igrzyska Olimpijskie 1992 w Albertville
| Konkurencja   | I zjazd | I zjazd | II zjazd | II zjazd | Klas. końcowa | Klas. końcowa |
| Konkurencja   | Czas    | Miejsce | Czas     | Miejsce  | Punkty        | Miejsce       |
| ------------- | ------- | ------- | -------- | -------- | ------------- | ------------- |
| Slalom gigant | AC      | DNF     | -        | -        | AC            | DNF           |
| Slalom        | AC      | DNF     | -        | -        | AC            | DNF           |
| Supergigant   |         |         |          |          | 1:30,07       | 37.           |

## Zimowe Igrzyska Olimpijskie 1994 w Lillehammer
| Konkurencja   | I zjazd | I zjazd | II zjazd | II zjazd | Klas. końcowa | Klas. końcowa |
| Konkurencja   | Czas    | Miejsce | Czas     | Miejsce  | Punkty        | Miejsce       |
| ------------- | ------- | ------- | -------- | -------- | ------------- | ------------- |
| Slalom gigant | 1:26,05 | 32.     | AC       | DNF      | AC            | DNF           |
| Slalom        | AC      | DNF     | -        | -        | AC            | DNF           |
| Supergigant   |         |         |          |          | 1:26,39       | 36.           |

## Zimowe Igrzyska Olimpijskie 1998 w Nagano
| Konkurencja   | I zjazd | I zjazd | II zjazd | II zjazd | Klas. końcowa | Klas. końcowa |
| Konkurencja   | Czas    | Miejsce | Czas     | Miejsce  | Punkty        | Miejsce       |
| ------------- | ------- | ------- | -------- | -------- | ------------- | ------------- |
| Slalom gigant | AC      | DNF     | -        | -        | AC            | DNF           |
| Slalom        | 48,41   | 28.     | 49,28    | 17.      | 1:37,69       | 19.           |

## Zimowe Igrzyska Olimpijskie 2002 w Salt Lake City
| Konkurencja   | I zjazd | I zjazd | II zjazd | II zjazd | Klas. końcowa | Klas. końcowa |
| Konkurencja   | Czas    | Miejsce | Czas     | Miejsce  | Punkty        | Miejsce       |
| ------------- | ------- | ------- | -------- | -------- | ------------- | ------------- |
| Slalom gigant | 1:21,24 | 45.     | AC       | DNF      | AC            | DNF           |
| Slalom        | 58,13   | 35.     | 57,03    | 18.      | 1:55,16       | 24.           |